# El pan y el perdón
El pan y el perdón (en francés: La Femme du boulanger) es una película de comedia dramática francesa de 1938 dirigida por Marcel Pagnol. Se basa en la novela Jean le Bleu del autor francés Jean Giono y se convirtió en la base del musical estadounidense The Baker's Wife.
Cuenta cómo la paz de un pueblo provenzal se rompe cuando la esposa del panadero se escapa con un hermoso pastor. En su desesperación, el panadero tiene el corazón roto y ya no puede hornear. Entonces, los pueblerinos se organizan para traer a la esposa de regreso y así recuperar su pan de cada día.

## Argumento
Una noche de verano en un idílico pueblo del sur de Francia, la bella joven esposa del panadero se escapa con un apuesto pastor. Al encontrarla desaparecida por la mañana, el panadero queda devastado. Él finge que ha tenido que ir de repente con su madre, pero la gente no se deja engañar y sus esfuerzos por consolarlo fallan. Al ir a la misa dominical, está profundamente molesto por lo que parece un sermón insensible del joven sacerdote sin experiencia y se dirige al café, donde se emborracha públicamente con pastis.
El marqués, que es el terrateniente local, y el maestro de escuela se hacen cargo de la situación. Tras conseguir que el panadero se acueste, con el apoyo del cura convocan a una reunión pública para discutir las soluciones. Dividiendo el área en doce sectores, doce patrullas montan una búsqueda exhaustiva y una reporta un avistamiento. Un pescador la vio en un claro con el pastor, desnuda. El sacerdote y el maestro de escuela son elegidos para la delicada tarea de persuadirla para que regrese. El pastor se marcha rápido y el cura la lleva a un lugar tranquilo, mientras la maestra regresa con la buena noticia de que la han encontrado.
Después de que el sacerdote le ha leído la historia de Jesús y la mujer sorprendida en adulterio, la perdona y la lleva a casa. Su primera palabra para su esposo es «Lo siento» y él también la perdona, aunque no puede resistirse a unas pocas palabras selectas acerca de los jóvenes pastores traviesos que te encantan, te aman y te dejan. Luego, juntos encienden el horno, para que el pueblo tenga pan por la mañana.

## Reparto
- Raimu como Aimable Castanier, el panadero;
- Ginette Leclerc como Aurélie, la esposa del panadero;
- Charles Moulin como Dominique, el pastor piamontés;
- Fernand Charpin como el marqués Castan de Venelles, alcalde del pueblo;
- Robert Vattier como el sacerdote;
- Alida Rouffe como Celeste, la doncella del sacerdote;
- Maximilienne como la señorita Angèle;
- Robert Bassac como el maestro;
- Édouard Delmont como Maillefer, el pescador;
- Charles Blavette como Antonin;
- Odette Roger como Miette, esposa de Antonin;
- Paul Dullac como Casimir, el estanquero;
- Julien Maffre como Pétugue;
- Marcel Maupi como Barnabé;
- Jean Castan como Esprit, un pastor;
- Charblay como Arsène, el carnicero;
- Yvette Fournier como Hermine;
- Adrien Legros como Barthelemy;
- Gustave Merle como le Papet;
- Marius Roux como un mensajero;
- José Tyrand como un mensajero.

## Adaptación
Marcel Pagnol había escrito un cuento para el cine bajo el título de Le Boulanger Amable. Amable es un panadero borracho que se salva por el amor de una sirvienta de posada que se convierte en su panadera.
Esta historia iba a convertirse en una película, pero Pagnol leyó un cuento de Jean Giono, Jean le Bleu, y decidió rodar la historia de este «pobre hombre habitado por un gran amor y que ya no hacía pan porque su esposa se había ido». Era la famosa película de 1938, con Raimu en el papel principal, lo que admiraba a Orson Welles.
El escenario es bastante diferente de la historia violenta que Giono insertará en Jean le Bleu. Los pastores de Giono son varones orgullosos y salvajes que bailan alrededor de grandes llamas, los pueblerinos llegan a los puños y el marqués es un señor misterioso acompañado de criaturas sensuales.
Pagnol ya había adaptado tres obras de Giono: Jofroi de la Maussan dio origen a la película Jofroi en 1933, Un de Baumugnes se convirtió en Angèle en 1934 y Regain fue llevada a la pantalla con el mismo nombre en 1937. El pan y el perdón es, por tanto, la última película del «período Giono» de Pagnol.

## Elección de los intérpretes
En el momento en que Pagnol se estaba preparando para rodar El pan y el perdón, la estaba pasando mal con Raimu. El autor planeó entonces confiar el papel del panadero a otro de sus intérpretes habituales, Maupi, porque éste corresponde a la descripción del panadero de Jean Giono: «Era un hombre pequeño, y estaba tan delgado, que nunca encontró trajes de baño lo suficientemente pequeños para él.» Pero pronto se hace evidente que Raimu era mejor para el papel, con el propio Maupi reconociéndolo al decir que «solo hay un actor para hacer el papel del panadero, es Jules [Raimu]». Pero antes le preguntan a Raimu, y Pagnol, molesto por su «acto de coqueteo» a sus espaldas, decide contratar a Henri Poupon para que haga el papel del panadero. Finalmente, después de muchas vacilaciones, enfurruñamientos y reconciliación entre el autor y su actor favorito, Raimu acepta interpretar el papel de Aimable. Es la propia Ginette Leclerc quien insistió en que Raimu asumiera el papel; de lo contrario, ella se negaba a filmar en la película, por lo que Marcel Pagnol, aún enojado en ese momento, le dijo que «solo tienes que llamarlo por teléfono».
Para la elección del intérprete de Aurélie, el cineasta-autor dudo durante mucho tiempo. Por un tiempo pensó en contratar a la actriz estadounidense Joan Crawford, cuyo agente es contactado; pero como no habla francés, Pagnol reduce al mínimo las líneas del personaje de Aurélie. Raimu luego sugiere el nombre de una actriz que fue su compañera en el escenario y a quien notó en Prison sans barreaux, Ginette Leclerc; esta última acepta, logrando convertirse en una estrella gracias a este papel.
El tiroteo tuvo lugar en el pequeño pueblo de Castellet, cerca de Bandol.

## Recepción
Cuando se estrenó la película en 1938, Henri Jeanson escribió en una columna publicada en el periódico La Flèche:

D'une nouvelle de Jean Giono, Pagnol a tiré un film tout simple, un film admirable, un film qui a de la noblesse et de la grandeur, un film déjà classique. Il a pris des personnages de tous les jours, un instituteur, un berger, un boulanger, un curé. Il a pris une anecdote éternelle et banale : l'anecdote du mari trompé. Il a pris un acteur : Raimu. Et il a pris son porte-plume. Voilà pourquoi son film n'est pas muet. Et voilà pourquoi son film est un chef-d'œuvre. Du cinéma ? Non, du Pagnol ! Pagnol n'a pas essayé de photographier la Provence, ce n'est pas son affaire. Il n'a pas essayé de trouver l'émotion dans sa caméra, ce n'est pas son métier. [...] Il a fait parler Raimu. Il a fait jouer Raimu. Il n'a pas quitté Raimu, il n'a pas cessé de tourner autour de Raimu. Il a pris Raimu en flagrant délit de talent. Et nous avons constaté que le Raimu pagnolisé était mille fois plus émouvant que tous les travellings du monde, mille fois plus passionnant que toutes les aventures du monde, mille fois plus suggestif que tous les artifices du monde.
A partir de un cuento de Jean Giono, Pagnol hizo una película muy simple, una película admirable, una película que tiene nobleza y grandeza, una película ya clásica. Adoptó personajes cotidianos, un maestro, un pastor, un panadero, un sacerdote. Se llevó una anécdota eterna y banal: la anécdota del marido engañado. Tomó un actor: Raimu. Y tomó su portalápices. Por eso su película no es muda. Y por eso su película es una obra maestra. ¿Del cine? ¡No, de Pagnol! Pagnol no intentó fotografiar la Provenza, no es de su incumbencia. No trató de encontrar la emoción en su cámara, no es su trabajo. [...] Hizo hablar a Raimu. Hizo jugar a Raimu. No dejó a Raimu, no dejó de dar vueltas alrededor de Raimu. Atrapó a Raimu en pleno acto de talento. Y descubrimos que el Raimu pagnolizado era mil veces más conmovedor que todas las fotos de viajes del mundo, mil veces más emocionante que todas las aventuras del mundo, mil veces más sugerente que todos los artificios del mundo.

Estrenado durante el gobierno del Frente Popular en Francia, en 1938, el papel del marqués, encarnado en la película de Fernand Charpin, será fuertemente criticado, especialmente por críticos con ideas republicanas bien arraigadas. Fue criticado por el carácter paternalista del personaje, confrontado con los habitantes de un pueblo de raíces muy populares. En ese momento, la República, presente en Francia desde 1870, todavía era frágil, porque fue cuestionada por movimientos políticos como la Croix-de-Feu o los Camelots du roi.

## Restauración
La película fue restaurada por la empresa Hiventy, en 4K completo, a partir del original negativo en nitrato de 35 mm, supervisada por el nieto del cineasta Nicolas Pagnol y Guillaume Schiffman.